# Postojna

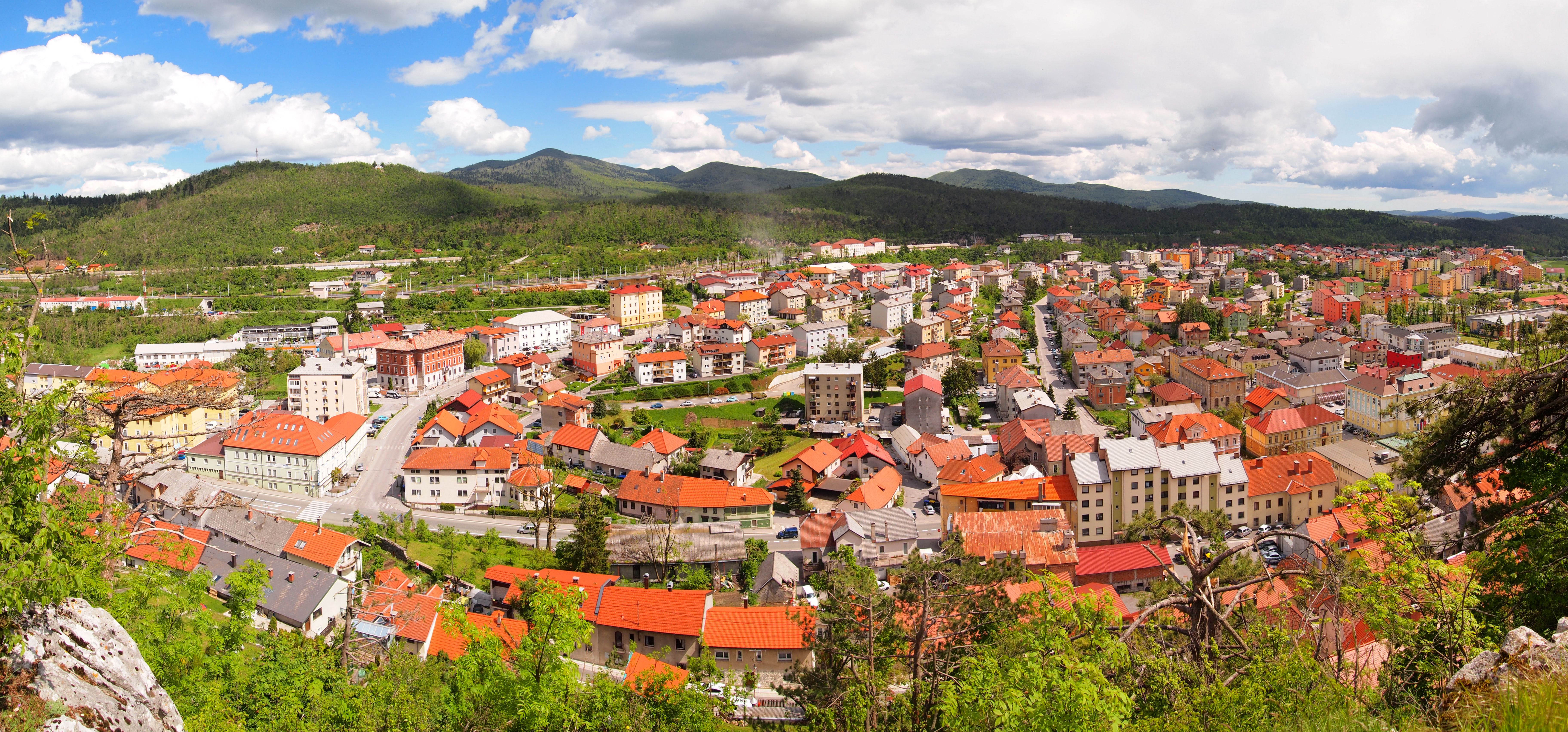
Utsikt över Postojna

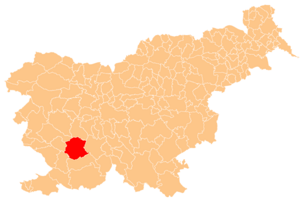
Postojnas läge i Slovenien.

Postojna är en ort och kommun cirka 50 kilometer sydväst om Sloveniens huvudstad Ljubljana. Den största attraktionen är  Postojnagrottan som sedan år  1818 är öppen för besökare. Hela kommunen hade 15 339 invånare i slutet av 2007, varav 8 807 invånare bodde i själva centralorten. Ett äldre tyskt namn på orten är Adelsberg.